# IMEI
IMEI (на английски: International Mobile Equipment Identity – международен идентификатор на мобилно оборудване) е номер, обикновено уникален, за идентифициране на мобилни телефони 3GPP и IDEN, както и на някои сателитни телефони. Има или 15 цифри в десетична система, където последната цифра е контролната според алгоритъма на Лун, или 16, където последните две цифри са версията на програмното осигуряване на мобилното устройство.
Обикновено се намира отпечатан в отделението за батерията на телефона, но може да се покаже и на екрана на повечето телефони чрез въвеждане на кода *#06# от неструктурираните данни за допълнителна услуга (USSD) на клавиатурата за набиране или заедно с друга системна информация в менюто с настройки на операционни системи за смартфони.
Основното приложение на IMEI е за идентифициране на телефона, който работи с определена SIM карта. Устройствата без слот за SIM карта или с възможност за вградена такава (eSIM) обикновено нямат IMEI код. Въпреки това, IMEI само идентифицира устройството и няма конкретна връзка с абоната. Когато няма IMEI код, телефонът идентифицира абоната чрез предаване на международния мобилен абонатен идентификационен номер (IMSI), който се съхранява на SIM карта, която на теория може да бъде прехвърлена на всяка слушалка. Въпреки това, способността на мрежата да познава текущото, индивидуално устройство на абоната позволява много мрежови и защитни функции.
Телефоните с две SIM карти имат два IMEI номера.

## Структура на IMEI и IMEISV
IMEI (14 десетични цифри плюс контролна цифра) съдържа информация за произхода, модела и серийния номер на устройството. Първите 8 цифри идентифицират модела и мястото на произход на устройството и са известни като TAC (на английски Type Approval Code – Код за одобрение на типа). Останалото е серийният номер на устройството, определен от производителя, с контролна цифра D в края, изчислена по алгоритъма на Лун. До 2003 г. тази цифра е трябвало да бъде 0. По-късно това правило е отменено.
IMEISV (Международен номер за идентичност на мобилния терминал и версия на софтуера) се състои от 16 цифри и гарантира, че всеки мобилен телефон е уникално идентифициран и съответства на версията на софтуера, инсталиран на мобилния телефон, както е разрешено от оператора. Версията на софтуера определя услугите, достъпни за мобилното устройство, както и възможността за кодиране на речта, поради което този параметър е много важен.
От 2004 г. форматът IMEI е AA-BBBBBB-CCCCCC-D, въпреки че може да не се показва винаги по този начин. IMEISV използва две цифри за версията на софтуера вместо една контролна цифра, така че IMEISV изглежда като AA-BBBBBB-CCCCCC-EE.
|              | AA  | -   | BB  | BB  | BB  | -            | CC           | CC           | CC           | D или EE                                                    |
| ------------ | --- | --- | --- | --- | --- | ------------ | ------------ | ------------ | ------------ | ----------------------------------------------------------- |
| Стари IMEI   | TAC | TAC | TAC | TAC | FAC | Сериен номер | Сериен номер | Сериен номер | Сериен номер | D = Контролна цифра по алгоритъма на Лун или 0 (до 2003 г.) |
| Нови IMEI    | TAC | TAC | TAC | TAC | TAC | Сериен номер | Сериен номер | Сериен номер | Сериен номер | D = Контролна цифра по алгоритъма на Лун или 0 (до 2003 г.) |
| Стари IMEISV | TAC | TAC | TAC | TAC | FAC | Сериен номер | Сериен номер | Сериен номер | Сериен номер | EE = Версия на софтуера (SVN)                               |
| Нови IMEISV  | TAC | TAC | TAC | TAC | TAC | Сериен номер | Сериен номер | Сериен номер | Сериен номер | EE = Версия на софтуера (SVN)                               |

До 2002 г. TAC се е състоял само от 6 цифри, а останалите 2 цифри са били кодът на окончателния монтаж. От 1 януари 2003 г. до 1 април 2004 г. е имало преходен период, през който всички FAC кодове са били равни на цифрите 00. От 1 април 2004 г. FAC престава да съществува и TAC е разширен до 8 цифри.
Първите две цифри на TAC са официално регистрираният код RBI (на английски Reporting Body Identifier – Идентификатор на регистриращия орган). RBI винаги е по-малко от 0xA0, което улеснява разграничаването на IMEI от MEID, чието начало е равно или по-голямо от 0xA0. Например:
- 01, 02, 65 – AEG
- 04 – Samsung
- 05 – Sony
- 07, 40 – Motorola
- 10, 20, 49 – Nokia
- 30 – Ericsson
- 40, 41, 44 – Siemens
- 50 – Bosch
- 51 – Sony, Siemens, Ericsson
- 60 – Alcatel
- 70 – Sagem
- 75 – Dancall
- 80 – Philips
- 85 – Panasonic

За пример се разглеждат IMEI 35-209900-176148-1 и IMEISV 35-209900-176148-23:
TAC: 35-2099 – код 35 на Британския съвет за хармонизация на телекомуникациите (BABT) и номер 2099 на модел (Alcatel One Touch 332)
FAC: 00 – този код означава, че телефонът е произведен по време на преходния период, когато FAC беше премахнат. По време на съществуването на FAC са използвани, между другото, следните кодове: 01, 05, 06, 09, 10 или 70 – Финландия; 13 – Азербайджан; 
03, 19 или 40 – Великобритания; 02 или 20 – Обединени арабски емирства; 04 – Виетнам; 
07, 08, 20, 41 ÷ 49, 78 или 80 – Германия; 30 – Корея; 60 – Сингапур; 67 – САЩ; 80 – Китай.
SNR: 176148 – сериен номер на устройството
D: 1 – контролна цифра
SVN: 23 – номер на версията на софтуера, инсталиран на телефона. Номерът 99 е запазен.
IMEI в новия стил изглежда малко по-различно: 49-015420-323751 (немски Nokia 3110 classic) и има 8-цифрен TAC (49-015420).
Новият идентификатор на мобилно оборудване MEID за мрежи CDMA използва същия основен формат като IMEI.

### Изчисляване на контролната цифра
1. Събират се всички цифри на нечетни позиции:
{\displaystyle S_{1}=\sum _{i=1}^{7}N_{2i-1}=N_{1}+N_{3}+N_{5}+N_{7}+N_{9}+N_{11}+N_{13}}.
2. Удвояват се цифрите на четни места и се изчислява сумата от цифрите на получените числа.
{\displaystyle U_{2i}\equiv {2N_{2i}}{\pmod {10}},} за {\displaystyle i=1,2,} ... {\displaystyle ,7}
Това е еквивалентно на заместване:
- 0→0
- 1→2
- 2→4
- 3→6
- 4→8
- 5→1
- 6→3
- 7→5
- 8→7
- 9→9

 последвано от сумиране
{\displaystyle S_{2}=\sum _{i=1}^{7}U_{2i}=U_{2}+U_{4}+U_{6}+U_{8}+U_{10}+U_{12}+U_{14}}.
3. Събират се двете суми от т. 1 и 2:
{\displaystyle S=S_{1}+S_{2}.}
4. Ако полученото число е кратно на 10, тогава контролната цифра на IMEI е D=0. В противен случай контролната цифра е числото, което трябва да се добави към резултата, за да се получи следващото по-голямо „кръгло“ число, кратно на 10.

#### Примери
Пример 1
IMEI 35-419002-389644-3.
Събират се всички цифри на нечетни позиции: 3+4+9+0+3+9+4 = 32.
Удвояват се и се заменят цифрите на четни места: 5,1,0,2,8,6,4 => 1,2,0,4,7,3,8

и се изчислява сборът от новите цифри: 1+2+0+4+7+3+8 = 25.
Сумират се двата сбора: 25 + 32 = 57.
Получената сума се изважда от следващото по-голямо „кръгло“ число, кратно на 10: 60 – 57 = 3.
Пример 2
IMEI 07415420323951?.
| IMEI {\displaystyle (N_{1}}÷{\displaystyle N_{15})}                      | 0                                                                              | 7                                                                              | 4                                                                              | 1                                                                              | 5                                                                              | 4                                                                              | 2                                                                              | 0                                                                              | 3                                                                              | 2                                                                              | 3                                                                              | 9                                                                              | 5                                                                              | 1                                                                              | x                                                                              |
| Нечетни {\displaystyle N_{2i-1}} и удвоени четни {\displaystyle 2N_{2i}} | 0                                                                              | 14                                                                             | 4                                                                              | 2                                                                              | 5                                                                              | 8                                                                              | 2                                                                              | 0                                                                              | 3                                                                              | 4                                                                              | 3                                                                              | 18                                                                             | 5                                                                              | 2                                                                              | x                                                                              |
| Сума от цифрите {\displaystyle S=S_{1}+S_{2}}                            | 0 + (1 + 4) + 4 + 2 + 5 + 8 + 2 + 0 + 3 + 4 + 3 + (1 + 8) + 5 + 2 + x = 52 + x | 0 + (1 + 4) + 4 + 2 + 5 + 8 + 2 + 0 + 3 + 4 + 3 + (1 + 8) + 5 + 2 + x = 52 + x | 0 + (1 + 4) + 4 + 2 + 5 + 8 + 2 + 0 + 3 + 4 + 3 + (1 + 8) + 5 + 2 + x = 52 + x | 0 + (1 + 4) + 4 + 2 + 5 + 8 + 2 + 0 + 3 + 4 + 3 + (1 + 8) + 5 + 2 + x = 52 + x | 0 + (1 + 4) + 4 + 2 + 5 + 8 + 2 + 0 + 3 + 4 + 3 + (1 + 8) + 5 + 2 + x = 52 + x | 0 + (1 + 4) + 4 + 2 + 5 + 8 + 2 + 0 + 3 + 4 + 3 + (1 + 8) + 5 + 2 + x = 52 + x | 0 + (1 + 4) + 4 + 2 + 5 + 8 + 2 + 0 + 3 + 4 + 3 + (1 + 8) + 5 + 2 + x = 52 + x | 0 + (1 + 4) + 4 + 2 + 5 + 8 + 2 + 0 + 3 + 4 + 3 + (1 + 8) + 5 + 2 + x = 52 + x | 0 + (1 + 4) + 4 + 2 + 5 + 8 + 2 + 0 + 3 + 4 + 3 + (1 + 8) + 5 + 2 + x = 52 + x | 0 + (1 + 4) + 4 + 2 + 5 + 8 + 2 + 0 + 3 + 4 + 3 + (1 + 8) + 5 + 2 + x = 52 + x | 0 + (1 + 4) + 4 + 2 + 5 + 8 + 2 + 0 + 3 + 4 + 3 + (1 + 8) + 5 + 2 + x = 52 + x | 0 + (1 + 4) + 4 + 2 + 5 + 8 + 2 + 0 + 3 + 4 + 3 + (1 + 8) + 5 + 2 + x = 52 + x | 0 + (1 + 4) + 4 + 2 + 5 + 8 + 2 + 0 + 3 + 4 + 3 + (1 + 8) + 5 + 2 + x = 52 + x | 0 + (1 + 4) + 4 + 2 + 5 + 8 + 2 + 0 + 3 + 4 + 3 + (1 + 8) + 5 + 2 + x = 52 + x | 0 + (1 + 4) + 4 + 2 + 5 + 8 + 2 + 0 + 3 + 4 + 3 + (1 + 8) + 5 + 2 + x = 52 + x |

За да се направи сумата делима на 10, задава се x = 60 – 52 = 8, така че пълният IMEI става 074154203239518.

## Промяна на IMEI
През 2002 г. сайтът на Би Би Си публикува мнението на представители на Бритиш Телеком и Водафон, че IMEI на телефона може лесно да се промени с помощта на наличния софтуер.
В някои страни, например в Беларус, промяната на IMEI е престъпно наказуемо деяние. Има и случай на опит за наказателно преследване за промяна на IMEI в Казахстан.

## Приложение
GSM мрежите използват IMEI номера, за да идентифицират валидни устройства и могат да спрат достъпа на откраднат телефон до мрежата. Например, ако мобилен телефон бъде откраднат, собственикът може да помоли своя мрежов доставчик да използва IMEI номера, за да блокира телефона. Това прави телефона безполезен в тази мрежа, а понякога и в други мрежи, дори ако крадецът смени SIM картата на телефона.
Широколентовата глобална мрежа (BGAN), сателитните телефонни мрежи Iridium и Thuraya използват всички IMEI номера на своите приемо-предавателни модули, както и на SIM карти по почти същия начин като GSM телефоните. Модемът Iridium 9601 разчита единствено на своя IMEI номер за идентификация и не използва SIM карта; въпреки това Iridium е собствена мрежа и устройството е несъвместимо с наземни GSM мрежи.
IMEI може да се използва и за проста проверка дали се подслушва мобилен телефон. Ако от телефона се избере номер *#06#, на дисплея трябва да се появи кодът IMEI от 15 цифри. Ако цифрите са повече, това означава че към телефона е включено (софтуерно или хардуерно) устройство за отклоняване, пренасочване или записване на информацията.
- Изображения на IMEI с повече от 15 цифри, показани чрез код *#06#